# سیارک ۷۵۰۵
سیارک ۷۵۰۵ (به انگلیسی: 7505 Furusho، نامگذاری:1997AM2) هفت هزار و پانصد و پنجمین سیارک کشف شده‌است که در ۳ ژانویه ۱۹۹۷ کشف شد.
قدر مطلق سیارک برابر ۵۶.۲ است.